# Faye Marsay
Faye Marsay (Middlesbrough, 30 dicembre 1986) è un'attrice britannica.

## Biografia
Nata a Middlesbrough (North Yorkshire), ha studiato recitazione alla Bristol Old Vic Theatre School, esordendo a teatro con adattamenti teatrali di Tempi difficili, Macbeth, Disco Pigs e L'anima buona di Sezuan. Durante questo periodo è stata premiata con lo Spotlight Prize 2012. Dopo il diploma è entrata nel cast principale della miniserie televisiva The White Queen, interpretando il ruolo di Anna Neville, moglie di Riccardo III d'Inghilterra.
Tra i suoi ruoli più importanti, ha interpretato Candice, personaggio ricorrente nelle serie Fresh Meat. Inoltre ha anche interpretato Amy nel videogioco Need for Speed. Nel 2015 entra nel cast della serie TV della HBO Il Trono di Spade, dove interpreta fino al 2016 il ruolo dell'Orfana. Nel 2016 prende parte alla serie televisiva Black Mirror, recitando nel sesto ed ultimo episodio della terza stagione.

## Filmografia

### Cinema
- Is That It?, regia di Philip Sinclair (2008)
- Pride, regia di Matthew Warchus (2014)
- L'ora più buia (Darkest Hour), regia di Joe Wright (2017)
- A Private War, regia di Matthew Heineman (2019)
- L'amante di Lady Chatterley (Lady Chatterley's Lover), regia di Laure de Clermont-Tonnerre (2022)

### Televisione
- The White Queen, regia di James Kent, Jamie Payne e Colin Teague – miniserie TV (2013)
- Fresh Meat – serie TV, 8 episodi (2013)
- The Bletchley Circle – serie TV, 4 episodi (2014)
- Glue, regia di Daniel Nettheim, Olly Blackburn e Cathy Brady – miniserie TV (2014)
- Doctor Who – serie TV, episodio 9x0 (2014)
- Il Trono di Spade (Game of Thrones) – serie TV, 11 episodi (2015-2016)
- My Mad Fat Diary – serie TV, 3 episodi (2015)
- Vera – serie TV, episodio 6x01 (2016)
- Love, Nina – miniserie TV, 5 episodi (2016)
- Black Mirror – serie TV, episodio 3x06 (2016)
- McMafia, regia di James Watkins – miniserie TV (2018)
- Andor – serie TV, 15 episodi (2022-2025)
- Ten Pound Poms – serie TV, 8 episodi (2023-2025)
- Adolescence, regia di Philip Barantini – miniserie TV, 2 episodi (2025)

## Doppiatrici italiane
Nelle versioni in italiano delle opere in cui ha recitato, Faye Marsay è stata doppiata da:
- Letizia Scifoni in The White Queen, Pride, Andor
- Benedetta Degli Innocenti ne L'amante di Lady Chatterley, Adolescence
- Francesca Teresi ne Il Trono di Spade
- Chiara Gioncardi in A Private War
- Jessica Bologna in Black Mirror
- Chiara Oliviero in McMafia